# TRAPPIST-1g
TRAPPIST-1g е шестата планета от планетарната система TRAPPIST-1.
Планетата прави една обиколка около своята звезда за 12,4 дни и също като три от другите планети се намира в т.нар. обитаема зона.
TRAPPIST-1g има маса, равна на между 1 и 2 земни маси и е с около 13% по-голяма от Земята. Планетата е на ръба на обитаемата зона около звездата си, където водата може да бъде течна. Температурата на повърхността на TRAPPIST-1g е около 198 K (или -74,5 °C).
През 2017 г. космическият телескоп „Хъбъл“ открива следи от вода на някои от планетите от системата TRAPPIST-1, сред които е и TRAPPIST-1g.
|  | Тази страница частично или изцяло представлява превод на страницата Trappist-1g в Уикипедия на шведски. Оригиналният текст, както и този превод, са защитени от Лиценза „Криейтив Комънс – Признание – Споделяне на споделеното“, а за съдържание, създадено преди юни 2009 година – от Лиценза за свободна документация на ГНУ. Прегледайте историята на редакциите на оригиналната страница, както и на преводната страница, за да видите списъка на съавторите. ВАЖНО: Този шаблон се отнася единствено до авторските права върху съдържанието на статията. Добавянето му не отменя изискването да се посочват конкретни източници на твърденията, които да бъдат благонадеждни. |